# Apogonia pseudamaura
Apogonia pseudamaura är en skalbaggsart som beskrevs av Heller 1896. Apogonia pseudamaura ingår i släktet Apogonia och familjen Melolonthidae. Inga underarter finns listade i Catalogue of Life.